# Лобос-де-Тьєрра
Лобос-де-Тьєрра (ісп. Lobos de Tierra) — перуанський острів, розташований за 19 км від материка поблизу півострова Ільєскас. Належить до регіону Ламбаєке. Займає площу 16 км 2. Максимальна довжина — 10 км, а ширина — 3 км.

## Природні ресурси
У 1863 році було оцінено, що на острові були запаси гуано майже 7 мільйонів тонн. Запаси потім експлуатувалися без жодного контролю і сьогодні це багатство майже зникло, а гуано, що залишилося, не має такої якості, як раніше.
Клімат цього острова дуже теплий, і тут розмножуються мартини домініканські, олуші (блакитноногі, насканські та перуанські), і баклани перуанські. На узбережжі є численні леговища отаріїд. У морі ноді можна побачити синіх китів.

## Географія
Навколо острова є кілька дрібних острівців, таких як Ель-Леон і Альбатрос.